# Le Bois Jacques
Le Bois Jacques är en skog i Belgien.   Den ligger i provinsen Luxemburg och regionen Vallonien, i den sydöstra delen av landet, 130 km sydost om huvudstaden Bryssel.
I omgivningarna runt Le Bois Jacques växer i huvudsak blandskog. Runt Le Bois Jacques är det ganska glesbefolkat, med 30 invånare per kvadratkilometer.

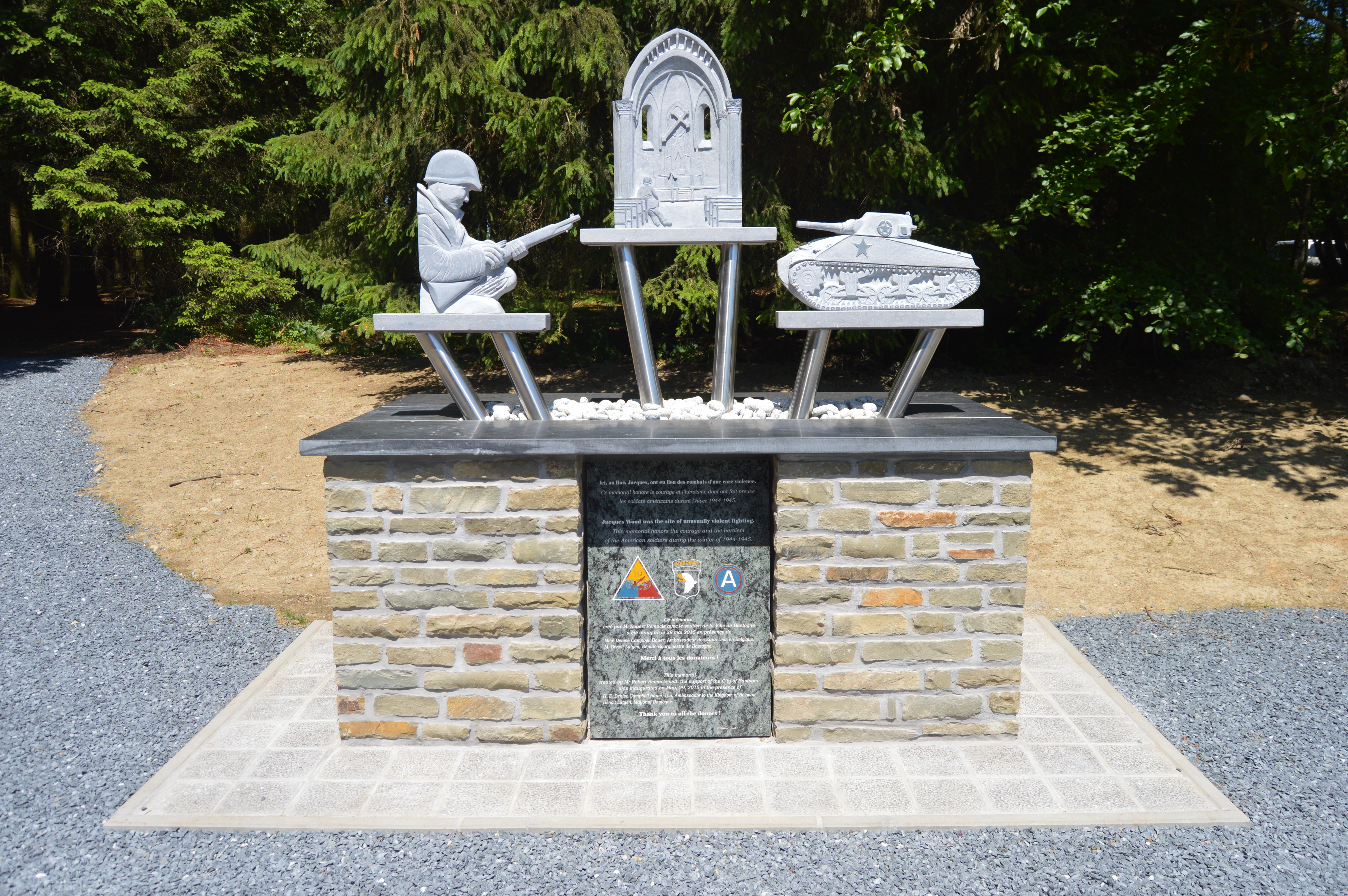
Memorial Bois Jacques
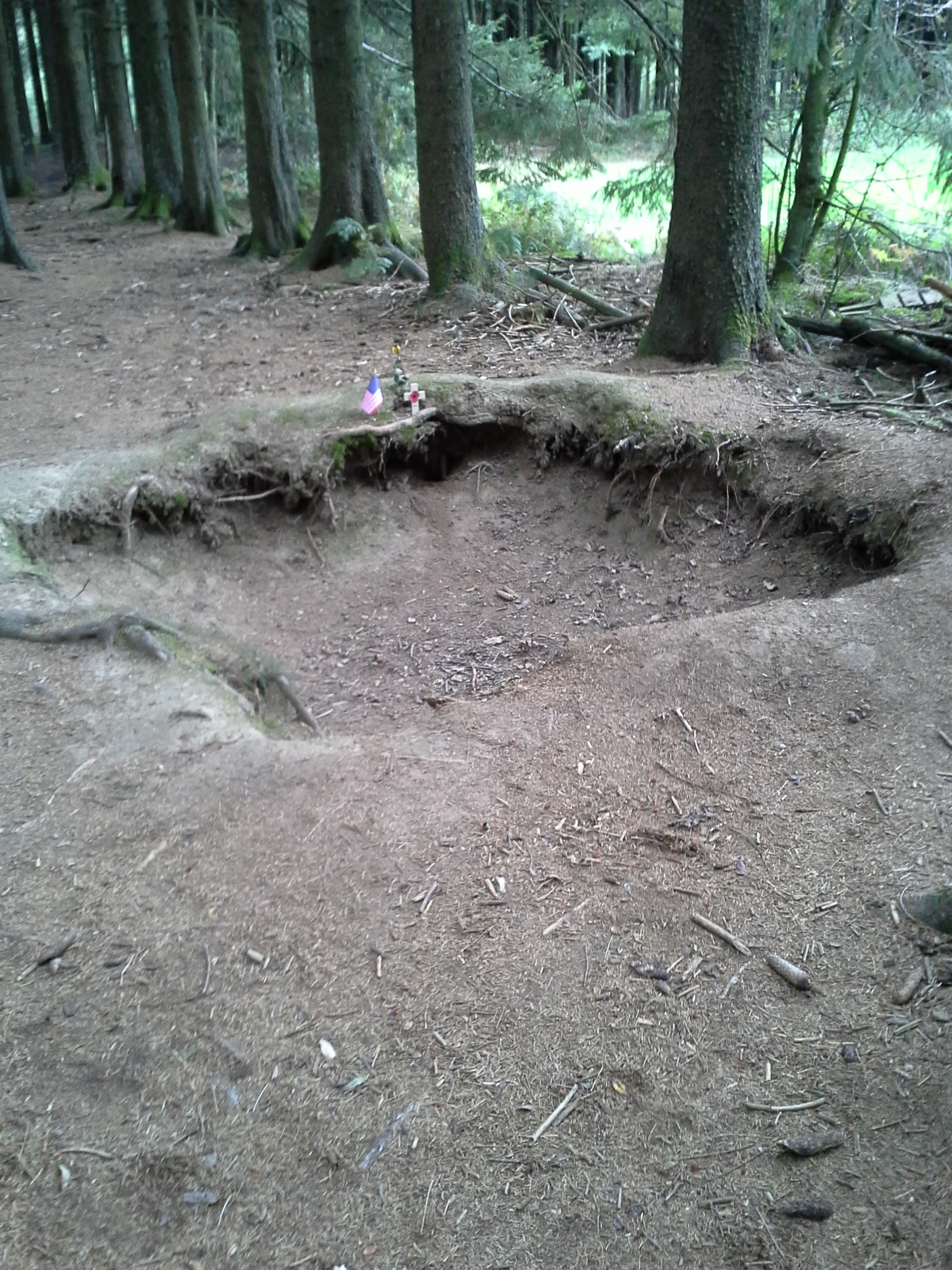
Foxholes Bois Jacques